# Tylaphelenchus leichenicola
Tylaphelenchus leichenicola är en rundmaskart. Tylaphelenchus leichenicola ingår i släktet Tylaphelenchus och familjen Aphelenchidae. Inga underarter finns listade i Catalogue of Life.